# Mettifoglio

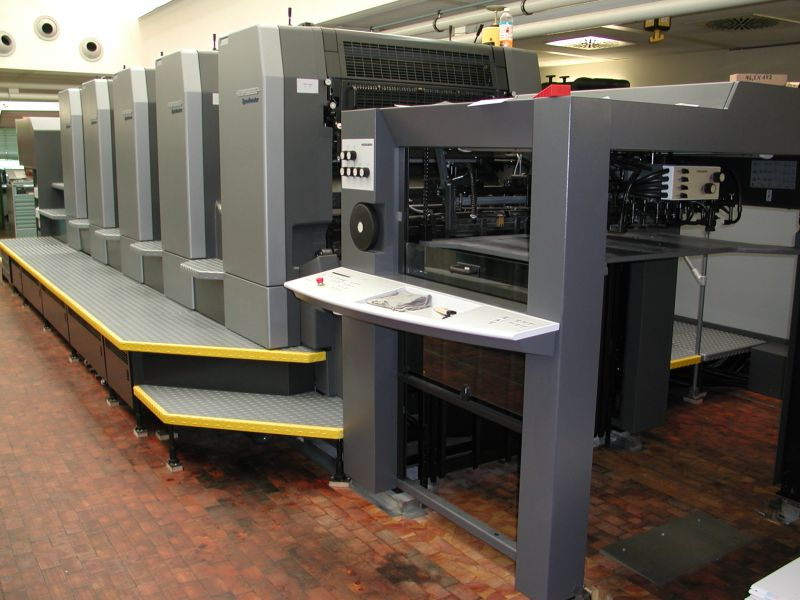
Mettifoglio posto all'inizio di una macchina da stampa.

Il mettifoglio (o, più precisamente, "macchina mettifoglio") è un particolare dispositivo automatico delle macchine da stampa offset che permette l'immissione rapida e consecutiva dei fogli impilati di carta nel percorso di stampa.
Si tratta di un meccanismo complesso e di precisione, situato davanti alle macchine da stampa, che normalmente utilizza delle ventose aspiranti per sollevare e trascinare in avanti il singolo foglio di carta; in tal modo ogni foglio viene spostato in rapida successione su un piano munito di nastri trasportatori dove viene successivamente "agganciato" dalle pinze oscillanti e trasportato nel gruppo di stampa dove ha inizio il processo di stampa vero e proprio.
Più in generale, il termine "mettifoglio" è utilizzato per indicare analoghi meccanismi di introduzione di materiali in foglio (anche diversi dalla carta) per altri procedimenti industriali (legatoria, perforazione, piegatura, plastificazione ecc.). Così, ad esempio, con l'avvento e la diffusione delle fotocopiatrici prima e della stampa digitale poi, anche in questi settori il mettifoglio indica il congegno (generalmente già integrato all'interno delle diverse macchine) di immissione della carta.

## Dispositivi di controllo
I dispositivi di controllo agiscono per una corretta immissione dei fogli nel gruppo stampa e per intervenire in caso di errore, anche interrompendo il processo di stampa. Tali dispositivi sono:
- Spessimetro: controlla che sia immesso un singolo foglio.
- Registri frontali: controllano la esatta posizione longitudinale e angolare del foglio nel momento di ingresso nel gruppo stampa.
- Registri laterali (squadrette): controllano che il foglio sia correttamente allineato lateralmente, a destra o a sinistra.
- Controllo registro frontale pneumatico: una serie di fori posti in prossimità del registro frontale sono collegati ad un dispositivo ad aria compressa; se il foglio chiude i fori dove esce l'aria, allora significa che il foglio si è  fermato correttamente contro il registro frontale. Se il foglio non  chiude i fori provocando fuoriuscita d'aria, il dispositivo segnala il malfunzionamento.
- Controllo registro laterale ottico: una serie di sorgenti luminose e sensori ottici, sono posti lungo il profilo laterale del registro, in modo che vengano anche piccoli spostamenti del foglio in senso trasversale.